# Palazzo Manzoni (Forlì)

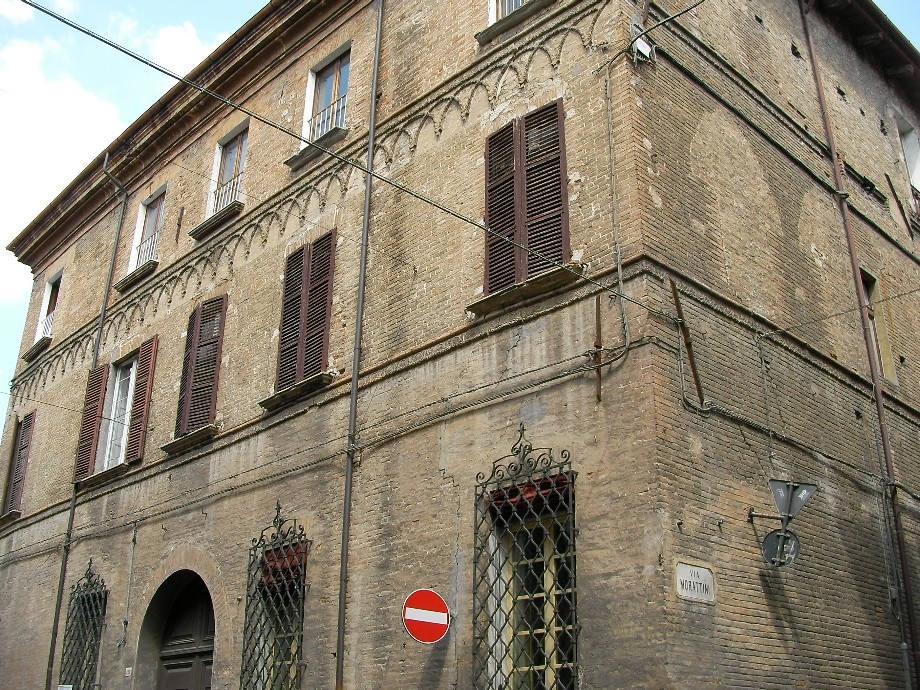
Palazzo Manzoni von außen

Der Palazzo Manzoni ist ein Palast aus dem 15. Jahrhundert im historischen Zentrum von Forlì in der italienischen Region Emilia-Romagna. Er liegt am Corso Giuseppe Garibaldi 120, der auf der Trasse der alten Via Aemilia verläuft.

## Geschichte
Anfangs gehörte der Palast der Familie Morattini, nach denen auch die benachbarte Ponte dei Brighieri benannt ist. Dort ist die Kirche San Bernardo angebaut, die der Kirche Sant’Antonio nachfolgte, die 1785 restauriert und im 19. Jahrhundert abgerissen wurde.
Im 19. Jahrhundert kaufte Domenico Manzoni, ein Adliger aus Faenza, den Palast und ließ ihn im Inneren in klassizistischem Stil umbauen, wobei die originale Fassade beibehalten und eine Monumentaltreppe eingebaut wurden. Dort findet man Halbreliefe und Statuen von Giovan Battista Ballanti Graziani und Dekorationen und Fresken von Felice Giani.
Im November 2008 wurden „thermische Bilder“ in Infrarot vom gesamten Palast gemacht.